# Naar Jerntæppet skiller
Naar Jerntæppet skiller er en amerikansk stumfilm fra 1918 af Sidney Franklin.

## Medvirkende
- Norma Talmadge - Puck
- Eugene O'Brien - Merryon
- Anders Randolf - Vulcan
- Gladden James - Sylvester
- Lillian Hall